# Klubivka, Ripkî
Klubivka (în ucraineană Клубівка) este localitatea de reședință a comunei Klubivka din raionul Ripkî, regiunea Cernihiv, Ucraina. În secolul al XIX-lea, satul făcea parte din volostul Iarîlovîci, uezdul Horodnea.

## Demografie
Componența lingvistică a localității Klubivka
     Ucraineană (97,51%)
     Rusă (1,24%)
     Belarusă (1,24%)
Conform recensământului din 2001, majoritatea populației localității Klubivka era vorbitoare de ucraineană (97,51%), existând în minoritate și vorbitori de rusă (1,24%) și belarusă (1,24%).